# 12203 Gehling
A 12203 Gehling (ideiglenes jelöléssel (12203) 1981 EO19) a Naprendszer kisbolygóövében található aszteroida. Schelte J. Bus fedezte fel 1981. március 2-án.

## Kapcsolódó szócikk
- Kisbolygók listája (12001–12500)